# Xã Warren, Quận Tuscarawas, Ohio
Xã Warren (tiếng Anh: Warren Township) là một xã thuộc quận Tuscarawas, tiểu bang Ohio, Hoa Kỳ. Năm 2010, dân số của xã này là 1.179 người.